# 이리타토르
이리타토르(Irritator)는 현재의 브라질에 약 1억 1천만 년 전인 백악기 전기에 살았던 스피노사우루스과의 공룡이다. 머리 뒤쪽에 이상한 모양의 봉우리가 있었고, 아마도 물고기를 소비했을 것이다.

## 묘사
최대 크기 추정치로도 이리타토르는 알려진 다른 스피노사우루스과보다 작았다. 그레고리 S. 폴은 길이를 7.5m, 무게를 1t으로 계산했다. 토머스 R. 홀츠 주니어는 무게를 0.9~3.6t으로 추정하여 8m의 더 높은 추정치를 발표했다. 더걸 딕슨의 추정치는 길이 6m와 높이 2m로 더 낮았다. 아우렐리아노와 동료들이 확장했을 때, 세일즈와 슐츠의 연구에서 재구성한 결과, 이리타토르 칼렌게리(Irritator challengeri)의 완모식표본 길이는 6.5m, 앙가투라마 리마이(Angaturama limai) 완모식표본의 길이는 8.3m였다. 이전 완모식표본의 두개골 뼈 중 일부는 아직 완전히 공동화 (융합)되지 않았으며, 이는 표본이 아성체에 속했음을 나타낸다.

## 고환경 및 고생물지리학
이리타토르와 앙가투라마는 모두 백악기 전기 알비안절 (약 1억 1천만 년 전)에 해당하는 지층인 브라질 북동부의 로무알두 층에서 발견되었다. 이 시기 동안 남대서양이 열리면서 브라질 남부와 아프리카 남서부 사이에 일련의 대서양 주변 분지가 형성되었지만, 브라질 북동부와 서아프리카는 여전히 서로 연결되어 있었다. 로무알두 층은 현재 산타나 그룹에 속하며, 이리타토르가 처음 기술될 당시에는 기존의 산타나 층의 일부로 여겨졌다. 이 지층은 라거슈테테 (생물 화석이 매우 뛰어난 상태로 보존된 퇴적지)로, 셰일 안에 석회암 결핵이 박혀 있는 형태를 이루고 있다. 로무알두 층은 크라토 층 위에 놓여 있으며, 특히 석회암 결핵 속에 3차원적으로 보존된 많은 익룡 화석으로 유명하다. 이곳에서는 익룡과 공룡의 근섬유뿐만 아니라, 아가미, 소화기관, 심장을 포함한 물고기 화석도 발견된 바 있다.